# John Savage (författare)
John Savage, född den 13 december 1828 i Dublin, död den 9 oktober 1888 i Pennsylvania, var en amerikansk publicist och skriftställare.
Savage författade diktsamlingar, skådespel, historiska och politiska skrifter med mera. 